# Hilton Moscow Leningradskaya Hotel
L'hotel Leningrado (in russo Гости́ница  «Ленингра́дская»?), oggi noto come Hilton Moscow Leningradskaya (in russo Хилтон Москоу «Ленинградская»?), è uno dei sette grattacieli moscoviti progettati durante il periodo stalinista e noti come Sette Sorelle.
Costruito su progetto dell'architetto Leonid Michailovič Poljakov si trova a Mosca, in piazza Komsomol  (in russo Комсомо́льская пло́щадь?), ed è servito dalla stazione della metropolitana Komsomol'skaja-Radial'naja.

## Caratteristiche
L'edificio, che venne completato nel 1954, fu concepito come il più raffinato tra gli hotel di lusso moscoviti. Fin dall'ingresso le dorature ed i soffitti intagliati a mano sono destinati ad impressionare ospiti e visitatori. 
La hall è decorata con lo stemma della città di Mosca, San Giorgio vittorioso sul drago, e contiene una riproduzione delle porte d'oro del Cremlino e vari candelieri fatti sul modello di quelli presenti nelle chiese della città.
Un basamento di sei piani serve da supporto per una torre più stretta di 13 piani, a sua volta coronata da una torretta al di sopra della quale l'edificio termina con una vistosa stella a cinque punte.
In generale la funzionalità dell'edificio è stata messa in secondo piano rispetto ai suoi aspetti formali, tanto che solo parte del suo spazio interno è effettivamente utilizzabile.
Rispetto agli altri edifici facenti parte della Sette Sorelle l'hotel Leningrado è stato concepito per integrarsi in modo più armonioso con il tessuto urbano circostante, riproducendo tra l'altro alcuni elementi dell'architettura del XIX secolo.
L'hotel è stato rinnovato a partire dal 2007 divenendo poi parte della catena Hilton..